# Luc de Fougerolles
Luc Rollet de Fougerolles (Londres, Inglaterra, 12 de octubre de 2005) es un futbolista británico nacionalizado canadiense que juega como defensa en el FCV Dender EH de la Primera División de Bélgica.

## Selección nacional
En octubre de 2023 de Fougerolles aceptó una convocatoria para la selección de Canadá antes de un amistoso contra Japón en Niigata. Hizo su debut con Canadá como suplente contra Trinidad y Tobago en el repechaje de Concacaf clasificatorio a la Copa América 2024 el 23 de marzo de 2024.

### Participaciones en Copas América
| Torneo            | Sede           | Resultado     | Partidos | Goles |
| ----------------- | -------------- | ------------- | -------- | ----- |
| Copa América 2024 | Estados Unidos | Cuarto puesto | 1        | 0     |